# Clydno Eidyn
 Clydno Eidyn est un roi du Hen Ogledd du VIe siècle

## Contexte
Clinog apparaît dans les Harleian genealogies comme Clinog eitin ap Cynfelyn ap Dyfnwal Hen.  Une ascendance différente lui est donnée dans le Bonedd Gwŷr y Gogledd où il est l'un des fils de Cynwyd Cynwydion. Il est mentionné dans le  Culhwch ac Olwen comme le père d'une fille Eurneid. Mais il est plus connu comme le père de 
Cynon ap Clydno Eidyn. Dans le Bonedd y Saint, il est mentionné comme le père d'Euronwy (ou Creirwy), l'épouse de Gwaith Hengaer ap Elffin, et la mère de Saint Grwst (en). Une légende incluse dans le livre de lois galloises dit le Black Book of Chirk l'inclut dans les Hommes du Nord  qui envahissent « Arfon » c'est-à-dire Anglesey pour venger la mort de Elidyr Llydanwyn, mais qui en sont chassés par Rhun Hir ap Maelgwn. 
Son surnom Eidyn suggère que Clydno était le seigneur de la région centrée sur Edinburgh. Dans ce contexte il doit être le prédécesseur de Mynyddog Mwynfawr, le seigneur d'Eidyn, héros de Y Gododdin qui avait dans sa suite Cynon ap Clydno Eidyn. Le licol (sic) de Clydno Eiddyn  est répertorié comme l'un des « treize merveilles de-Bretagne ».